# Día del isleño
El día del isleño es día propuesto para homenajear el esfuerzo de los pobladores de las islas del Delta del Paraná, Argentina, y también a las personas que invierten sus energías al progreso de esa zona insular en el norte de la provincia de Buenos Aires. 
Se celebra el 31 de octubre de cada año según la promulgación de decretos de los gobiernos de Buenos Aires, Entre Ríos y Santa Fe, con celebraciones en distintos lugares alrededor del Delta del Paraná, como recreos deportivos y escuelas. Las fiestas del Día del Isleño, de acceso libre y gratuito, son las más importantes de la región, dónde integrantes de la comunidad isleña pueden encontrarse, fortalecer sus lazos, compartir y participar de diversas actividades culturales y deportivas. 

## Historia

### Sarmiento y la Ley de Islas
La Ley N.º 2072 impulsada en el año 1888 por Domingo Faustino Sarmiento, también conocida como “Ley de Islas”, promovió favorablemente la inmigración y colonización de las islas del Delta del Paraná.
Décadas más tarde, la Ley 4207 de 1936 (conocida también como “Ley Coletta”, en honor al apellido del legislador que presentó el proyecto), validó la ventas de terrenos fiscales a quienes poblaban las islas de Campana, densamente poblada y trabajada por nativos y en mayor cantidad por inmigrantes de la época, como también favoreció a quienes habitaban en las secciones del Delta de Tigre y el Delta de San Fernando.

### Decreto N.º 40 / 1937
El día 28 de septiembre del año 1937, en La Plata, Buenos Aires, se promulgó el decreto N.º 40/1937.
En el documento, el Poder Ejecutivo consideraba que el extraordinario desarrollo del trabajo en la zona del Delta había sido posible gracias a un esfuerzo admirable e individual de parte de quienes habitan el Delta, quienes también debieron enfrentarse a obstáculos de todo tipo y de la más compleja naturaleza. 

También tenía en cuenta que había llegado la oportunidad de prestar atención a los problemas socioeconómicos de las islas del Delta del Paraná. 
5º Que el patriótico empeño de los cultivadores del Delta es digno de ser públicamente reconocido y estimulado, no solamente como acto de estricta justicia sino también como antecedente determinante de nuevos y proficuos beneficios.
En el documento, el Poder Ejecutivo designaba, en el primer artículo de ese mismo decreto:
Instituír el “Día de los Isleños”, destinado a rememorar el digno esfuerzo de los pobladores de las islas del Delta del Paraná y a rendir el justo homenaje a los hombres que en esa forma, consagran sus sanas energías al progreso de esa portentosa zona de la Provincia.

## Fiesta del Pueblo Isleño
En sus inicios, se celebraba el mismo 31 de octubre, y el lugar de preferencia era en el recreo "Crobeto". Pero en la actualidad se festeja en el fin de semana más próximo a esa fecha, y el lugar de encuentro es la Escuela N.º 26 de San Fernando, al ser fácilmente accesible tanto por agua como por tierra.

### Azote de Tropillas en el Río
Esta actividad cultural propia de esta fiesta, consiste en pasar un conjunto de caballos de Andar que siguen a una yegua madrina. El número de equinos varía pero entre 15, 20 o hasta 30, aunque ha habido tropillas más numerosas. 
El azote consiste en cruzar la tropilla por el río, de un extremo al otro, estando los animales guiados por uno o dos hombres montados a caballo.

### Fuego de los Isleños y recepción de la Antorcha de la Amistad
Esta ceremonia consiste en el encendido del "fuego de los isleños" en la Isla Martín García y recepción de la "antorcha de la amistad" en el puerto de Escobar. Dicha ceremonia se realizó por primera vez trasladando la antorcha desde Villa Paranacito en la provincia de Entre Ríos hasta Escobar en la provincia bonaerense, mientras que a su vez salían antorchas desde San Pedro, Morón y Plaza de Mayo por tierra y una por río.
También se destacan, el Festival de las Costumbres Isleñas Europeas y Festival Cultural de las Islas del Mundo, desfile de grupos típicos de aldeanos y músicos, Feria de artesanías, lanzamiento de ofrendas florales al río, desfile de embarcaciones deportivas ornamentadas y peñas folclóricas. También se realiza la Coronación de la "Embajadora Nacional de las Islas Argentinas".